# Никифор I Геник
Никифор I Геник (на гръцки: Νικηφόρος Α΄; * 760; † 26 юли 811), наричан по-рядко Никифор I Логотет, е византийски император управлявал от 31 октомври 802 до смъртта си на 26 юли 811 година.

## Произход и възкачване на престола
По произход Никифор I е покръстен арабин, патриций от Югозападна Анатолия, който успява да се издигне до поста на логотет на геника (logothetēs tou genikou, финансов министър) при императрица Ирина. След дворцов преврат императрицата е детронирана и заточена, а Никифор I заема властта (802 г.) заедно със сина си Ставракий.

## Управление

### Вътрешна политика
Всички византийски хроники представят властването на Никифор Геник в негативна светлина. Той се заема със засилването на армията и укрепването на имперските граници, но драстично увеличава данъците, за да набави нужните средства за това и налага стриктна финансова политика. Той анулира всички данъчни облекчения, въведени от Ирина, и задължава търговците да вземат заеми от държавата при висока лихва. Въвежда „капникон“ – данък-домакинство. Увеличава събирането на наследствените данъци, както и на поземлените плащания. При ниски доходи на селяните селската община става отговорна за закупуването и поддръжката на бойното им снаряжение. Непопулярен сред народа, императорът конфискува част от църковното имущество и принуждава манастирите да плащат такси на хазната, с което настройва също и византийското духовенство против себе си.
Поради недостига на ромейски поданици в Тракия и Гърция, императорът принудително заселва опустелите земи с население от Мала Азия, което насила е принудено да напусне родните си места. Това довежда до избухването на неуспешен бунт в Анатолия, оглавен от военачалника Вардан Турк през 803 г.

### Външна политика и войни
При Никифор I Геник империята води редица войни: в Италия срещу франките и Венеция, в Мала Азия срещу арабите и на Балканите срещу българите и славяните. Въпреки че няма сериозен военен опит император Никифор лично води войната с арабите, но търпи разгром в Киликия през 806 – 7 година. Никифор договаря мир с арабите единствено благодарение на големи парични плащания.
През 807 г. императорът нарушава мирния договор с България и предприема множество военни атаки с цел подчиняване на българското население, живеещо в южните части на Балканския полуостров. Конфликтът с българите става още по-сериозен след като хан Крум превзема крепостта Средец (809 г.).

#### Поход срещу България

##### Разграбване на Плиска
През 811 г. император Никифор I Геник тръгва на голям поход срещу България. Императорът навлиза в българска територия на 20 юли. Крум предлага на императора мир, но Никифор отхвърля предложението му „поради собствените си злонамерения и по внушенията на едномислените си съветници“, както се изразява хронистът Теофан. В течение на три дена след битки и много обиколки през непристъпни места, Никифор достига до Плиска, резиденцията на българските ханове.
Движението на Никифор I е съпроводено с големи неблагоразумия, жестокости и произволи над местното население, което той избива без разлика на пол и възраст. Обзет от ярост, той опустошава българската столица: войниците му се отдават на грабежи, кланета и дори премазват невръстните деца с дикани. Императорът се грижи само как да насити своята алчност. Той поставя печати на Крумовите съкровищници и ги задържа като собствени. В същото време реже ушите и крайниците на войниците, които посягат към неговата плячка.
Най-сетне Никифор заповядва да се опожарят палатите на Крум, който е напуснал Плиска. Крум повторно се обръща към императора със следните думи: „Ето, ти победи. И тъй, вземи, каквото ти е угодно, и си иди с миром“, като иска по тоя начин да предотврати по-нататъшни жестокости и разорения. Упоен от успехите си, Никифор Геник не иска и да чува за мир.

##### Битка при Върбишкия проход
Никифор, след като ограбва и опожарява Крумовата резиденция, потегля обратно за Константинопол като победител. Докато византийците са опиянени от разграбването на Плиска, хан Крум мобилизира всички налични сили и се подготвя за решително сражение с ромеите. Той е разгневен както от отказа на императора да сключи мир, така и от невижданите жестокости, грабежи и произволи в държавата му. Българите заграждат входовете и изходите на планинските проходи с дървени укрепления и правят прегради в тесните места.
Когато Никифор научава за всичко това, и разбирайки, че пътят за отстъпление е отрязан, като луд започва да се лута и като не знаел какво да прави, извикал: „Дори да бяхме с криле, пак нямаше да избегнем гибелта си!“.
Крум събира войската си и през нощта срещу събота, 26 юли, напада изплашените византийски войници. В планинските теснини на Върбишкия проход става страшна касапница. На разсъмване българите се нахвърлят върху палатката на василевса, където според българската възрожденска легенда Никифор бил посечен от хан Крум Страшни с думите: „Като не щеш мира – на ти секира!“ Не се знае със сигурност как точно загива Никифор. Някои казват, че ромеите го убиват с камъни, след като той пада, а от женоподобните му служители, с които той спи наедно, едни загиват в огъня на преградата, а други от мечовете на българите. В нощния бой освен императора, загиват много видни велможи и военачалници – патриций Теодосий Саливара, стратегът на източните войски патриций Роман и стратегът на Тракия. Много офицери и безброй много войници намират гибелта си в планинските теснини. Летописецът Теофан отбелязва „цялата християнска красота загина!“. Ставракий, синът на Никифор, тежко ранен в гърба, едва успява да избяга в големи страдания до Адрианопол.
Поражението на император Никифор I и войската му във Върбишкия проход на 26 юли 811 г. неутрализира за дълго опасността от Византия. Българите закрепват всички завоевания на запад заедно със Средец. Държавата е запазена за дълго от бъдещи нападения от страна на ромеите. Хан Крум се прославя като победител над ромейския император. Победата на българския хан отваря пътя за териториалното разширение на България в посока югозапад и улеснява приобщаването на македонските славяни. Гордостта на хан Крум от Великата победа най-ясно изпъква в разказа за съдбата на Никифоровата глава. „Като отрязал главата на Никифора, пише летописецът, Крум очистил черепа и го обковал отвън със сребро, с гордост карал славянските князе да пият“.

## Наследник на трона на Византия
Никифор е наследен от сина си Ставракий, който, тежко ранен, умира от раните си след по-малко от година.